# Gahnit
Gahnit, auch als Zinkspinell oder Automolit bekannt, ist ein eher selten vorkommendes Mineral aus der Gruppe der Spinelle innerhalb der Mineralklasse der „Oxide und Hydroxide“ mit der Endgliedzusammensetzung ZnAl2O4. Das Mineral ist damit chemisch gesehen ein Zink-Aluminium-Oxid oder auch Zinkaluminat.
Gahnit kristallisiert mit kubischer Symmetrie und entwickelt meist oktaedrische, würfelförmige oder rhombendodekaedrische Kristalle und Zwillinge bis etwa 12 cm Größe. Er findet sich aber auch in Form körniger bis massiger Mineral-Aggregate.
Das Mineral ist durchscheinend bis undurchsichtig und zeigt auf den Oberflächen der blaugrünen, gelbbraunen oder grünlichschwarzen Kristalle einen fettigen Glasglanz.
Gahnit bildet Mischreihen mit Spinell (MgAl2O4) und Hercynit (Fe2+Al2O4).

## Etymologie und Geschichte

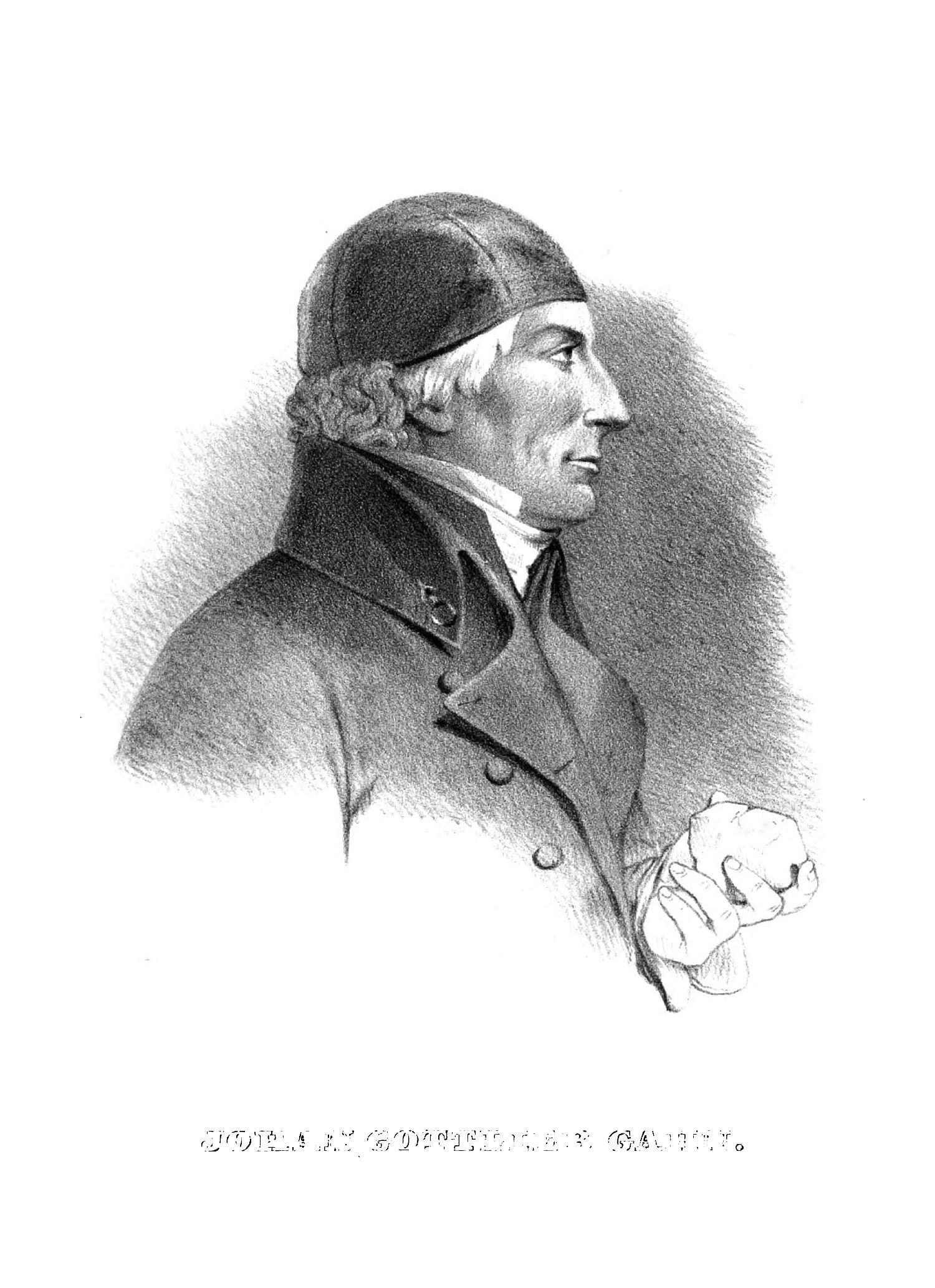
Johan Gottlieb Gahn (1745–1818)

Entdeckt wurde das Mineral in der Eric-Matts-Grube bei Falun (auch Fahlun) in Schweden. Die Erstbeschreibung erfolgte 1807 durch Carl Erenbert Freiherr von Moll nach einer chemischen Analyse durch Anders Gustaf Ekeberg. Letzter schlug vor, das neu entdeckte Mineral Automolit nach dem griechischen Wort αὐτόμολος [automolos] für Überläufer zu nennen. Es sollte eine Anspielung auf den unerwarteten Zinkgehalt sein, „...weil dies Fossil ungeachtet der Aehnlichkeit mit dem Spinell doch wegen des Zinkgehalts sich den Erzen nähert.“ (Ekeberg, nach Scherer). Von Moll missfielen allerdings diese „figürlichen Benennungen“ in der Naturkunde, daher wählte er die Bezeichnung Gahnit zu Ehren des schwedischen Chemikers Johan Gottlieb Gahn.
Die synonyme Bezeichnung Zinkspinell hat eher beschreibende Funktion, da dieser im Gegensatz zum (Magnesio)Spinell Zink statt Magnesium enthält. Es sind zudem verschiedene Abwandlungen dieser Bezeichnung bekannt. So nannte René-Just Haüy das Mineral Spinelle Zincifère und August Breithaupt Zinkischer Spinell. Durch Dietrich Ludwig Gustav Karsten ist zudem die synonyme Bezeichnung Fahlunit überliefert.
Ein Aufenthaltsort für das Typmaterial des Minerals ist nicht dokumentiert. Da dessen Entdeckung und Erstbeschreibung vor der Gründung der International Mineralogical Association (IMA) 1959 erfolgte, wurde die wissenschaftliche Anerkennung von Gahnit als eigenständige Mineralart unter der Kennung „grandfathered“ (G) von der IMA übernommen. Die seit 2021 ebenfalls von der IMA/CNMNC anerkannte Kurzbezeichnung (auch Mineral-Symbol) von Gahnit lautet „Ghn“.

## Klassifikation
Die strukturelle Klassifikation der International Mineralogical Association (IMA) zählt den Gahnit zur Spinell-Supergruppe, wo er zusammen mit Cochromit, Coulsonit, Cuprospinell, Dellagiustait, Deltalumit, Franklinit, Chromit, Galaxit, Guit, Hausmannit, Hercynit, Hetaerolith, Jakobsit, Maghemit, Magnesiochromit, Magnesiocoulsonit, Magnesioferrit, Magnetit, Manganochromit, Spinell, Thermaerogenit, Titanomaghemit, Trevorit, Vuorelainenit und Zincochromit die Spinell-Untergruppe innerhalb der Oxispinelle bildet. Ebenfalls in diese Gruppe gehören die nach 2018 beschriebenen Oxispinelle Chihmingit und Chukochenit sowie der Nichromit, dessen Name von der CNMNC der IMA noch nicht anerkannt worden ist.
In der veralteten 8. Auflage der Mineralsystematik nach Strunz gehörte der Gahnit zur Mineralklasse der „Oxide und Hydroxide“ und dort zur Abteilung „Verbindungen mit M3O4- und verwandte Verbindungen“, wo er gemeinsam mit Galaxit, Hercynit und Spinell in der Gruppe „Aluminium-Spinelle“ mit der Systemnummer IV/B.01a innerhalb der Spinell-Reihe steht.
In der zuletzt 2018 überarbeiteten Lapis-Systematik nach Stefan Weiß, die formal auf der alten Systematik von Karl Hugo Strunz in der 8. Auflage basiert, erhielt das Mineral die System- und Mineralnummer IV/B.01-040. Dies entspricht der hier präziser definierten Abteilung „Oxide mit dem Stoffmengenverhältnis Metall : Sauerstoff = 3 : 4 (Spinelltyp M3O4 und verwandte Verbindungen)“, wo Gahnit zusammen mit Galaxit, Hercynit und Spinell die Gruppe der „Aluminat-Spinelle“ mit der Systemnummer V/B.01 bildet.
Auch die von der International Mineralogical Association (IMA) zuletzt 2009 aktualisierte 9. Auflage der Strunz’schen Mineralsystematik ordnet den Gahnit in die Abteilung „Metall : Sauerstoff = 3 : 4 und vergleichbare“ ein. Hier ist das Mineral in der Unterabteilung „Mit ausschließlich mittelgroßen Kationen“ zu finden, wo es zusammen mit Chromit, Cochromit, Coulsonit, Cuprospinell, Filipstadit, Franklinit, Galaxit, Hercynit, Jakobsit, Magnesiochromit, Magnesiocoulsonit, Magnesioferrit, Magnetit, Manganochromit, Qandilit, Spinell, Trevorit, Ulvöspinell, Vuorelainenit und Zincochromit die „Spinellgruppe“ mit der Systemnummer 4.BB.05 bildet.
In der vorwiegend im englischen Sprachraum gebräuchlichen Systematik der Minerale nach Dana hat Gahnit die System- und Mineralnummer 07.02.01.04. Das entspricht ebenfalls der Klasse der „Oxide und Hydroxide“ und dort der Abteilung „Mehrfache Oxide“. Hier findet er sich innerhalb der Unterabteilung „Mehrfache Oxide (A+B2+)2X4, Spinellgruppe“ in der „Aluminium-Untergruppe“, in der auch Spinell, Hercynit und Gahnit eingeordnet sind.

## Kristallstruktur
Gahnit kristallisiert kubisch in der Struktur von Spinell mit der Raumgruppe Fd3m (Raumgruppen-Nr. 227) und dem Gitterparameter a = 8,09 Å sowie acht Formeleinheiten pro Elementarzelle.

## Eigenschaften
Vor dem Lötrohr ist Gahnit unschmelzbar und wird weder durch Säuren noch durch Alkalien angegriffen.

## Modifikationen und Varietäten
Als Kreittonit (von griechisch: κρειττωυ für stärker) wird eine Gahnitvarietät bezeichnet, die durch ihren höheren Eisengehalt eine im Verhältnis zu einigen anderen Spinellen höhere Dichte aufweist.

## Bildung und Fundorte

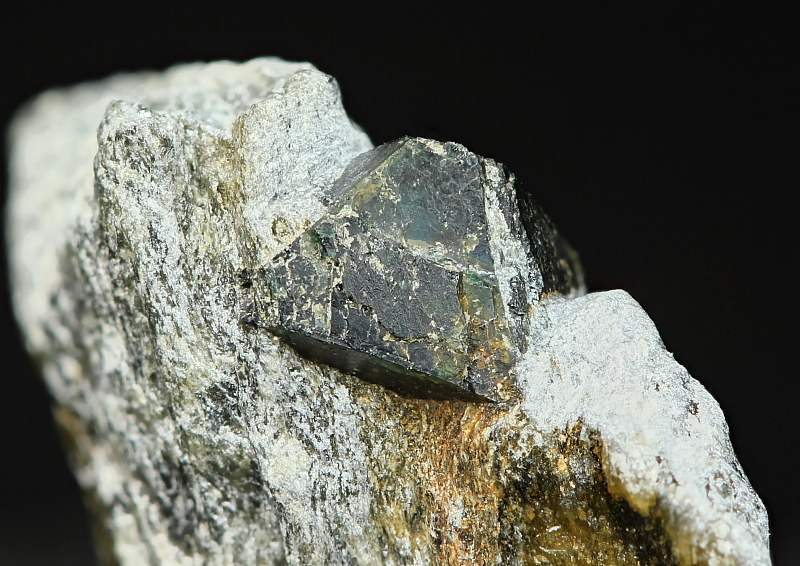
Dunkelgrüner Gahnitkristall (Größe 6 mm) in Matrix aus dem Grubenrevier Näverberg, Schweden

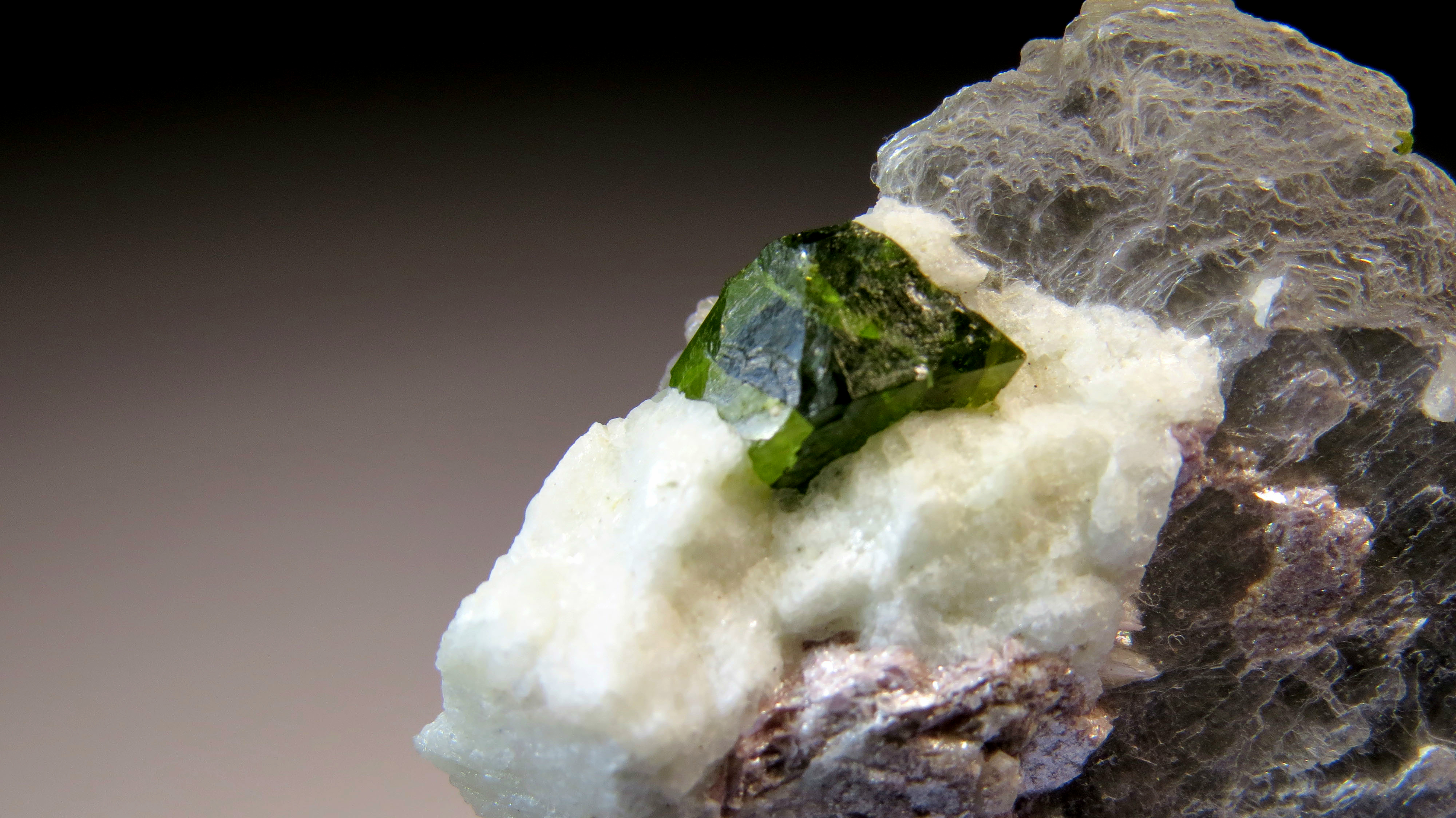
Sehr seltene, durchsichtig-grüne Ausbildung von Gahnit aus Carnaúba dos Dantas, Mineralprovinz Borborema, Rio Grande do Norte, Brasilien (Größe 42 mm × 38 mm × 5 mm)

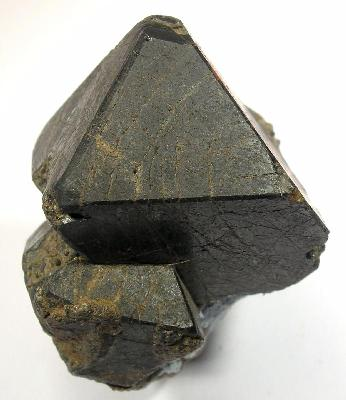
Oktaedrisch ausgebildeter Gahnitkristallzwilling aus Amity (Stadt Warwick), Orange County, New York (Größe 3,0 cm × 2,8 cm × 2,5 cm)

Gahnit bildet sich einerseits als akzessorischer Bestandteil in magmatischen Gesteinen wie Graniten und granitischen Pegmatiten, kann aber andererseits auch regionalmetamorph aus dem Sphalerit-Anteil in mittel- bis hochgradig metamorphosierten Sulfid-Lagerstätten entstehen. In niedriggradig metamorphosierten Bauxiten kann Gahnit zudem aus dessen Gemengeanteil Diaspor entstehen. Des Weiteren findet sich Gahnit als detritisches Mineral in Seifen-Lagerstätten.
Als eher seltene Mineralbildung kann Gahnit an verschiedenen Fundorten zum Teil zwar reichlich vorhanden sein, insgesamt ist er aber wenig verbreitet. Weltweit sind bisher rund 500 Vorkommen für Gahnit dokumentiert (Stand 2024). Je nach Fundort kann Gahnit in Paragenese mit Andradit, Calcit, Chalkopyrit, Cordierit, Franklinit, Högbomit, Korund, Nigerit, Phlogopit, Pyrit, Pyrrhotin, Rhodonit, Staurolith und/oder Willemit auftreten.
Neben seiner Typlokalität in Fa(h)lun konnte das Mineral noch an weiteren Orten in der Provinz Dalarnas län gefunden werden wie beispielsweise im nahe gelegenen Näverberg-Feld und den Skyttgruben (Skyttgruvan) sowie in mehreren Gruben bei Garpenberg in der Gemeinde Hedemora, bei Leksand und im Grubenbezirk Öster Silvberg in der Gemeinde Säter. Weitere bekannte Fundorte in Schweden sind unter anderem die metamorphosierte Mangan-Eisen-Lagerstätte Långban im Värmland, die Zinkgruben (Zinkgruvan) bei Åmmeberg in der Provinz Örebro län und in den Silbergrugen bei Fröderyd in der Provinz Jönköpings län.
In Deutschland kennt man Gahnit bisher unter anderem in Form von Einschlüssen in Quarz und violettem Fluorit aus der Grube Clara bei Oberwolfach in Baden-Württemberg; vom Silberberg bei Bodenmais, aus den Graphitgruben bei Kropfmühl und dem Marmor-Steinbruch Wimhof bei Vilshofen an der Donau sowie aus der metamorphosierten Sulfidlagerstätte der Johanniszeche bei Schmelz (Lam) im Landkreis Cham in Bayern; von den Kupfer-Schlackenhalden der Metallhütte bei Frankfurt-Heddernheim in Hessen sowie aus der Genna Zinkhütte bei Letmathe in Nordrhein-Westfalen.
In Österreich fand sich das Mineral unter anderem als Nebengemengteil Phosphorit-Knollen, die in den Böden nahe der Burg Falkenstein im Weinviertel von Niederösterreich vorkommen; im Pegmatit-Steinbruch Steiningerbruch in der Gemeinde Luftenberg an der Donau und den kassiterithaltigen Pegmatiten bei Meitschenhof (Gemeinde Pregarten) in Oberösterreich; in den ehemals auf Platten-Gneis abgebauten, aber inzwischen nur noch geröllführenden Steinbrüchen Kaiserer und Lohninger im Hüttwinkltal (Raurisertal) in Salzburg; in den Nephelinit-Basalten am Stradner Kogel nahe Wilhelmsdorf (Gemeinde Bad Gleichenberg) in der Steiermark sowie eingewachsen in den Tonschiefern der Rotbachlspitze am Pfitscher Joch und auf der Grawandalm im Zemmgrund in Nordtirol.
In der Schweiz konnte Gahnit bisher nur in den Pegmatiten im Valle di Ponte (Pontetal) nahe Brissago TI im Kanton Tessin sowie in körnigen Aggregaten aus der Lammaschlucht bei Fürgangen und in den Metabauxiten vom Brunegghorn im Kanton Wallis gefunden werden.
Bekannt aufgrund außergewöhnlicher Gahnitfunde sind außerdem Franklin und Sterling Hill im Sussex County des US-Bundesstaates New Jersey, wo Kristalle von bis zu 12 cm Größe zutage tragen. Immerhin bis zu 3 cm große Gahnitkristalle kennt man aus Broken Hill im australischen Bundesstaat New South Wales.
Weitere Fundorte liegen unter anderem in Argentinien, Australien, Brasilien, China, Kanada, Namibia, Norwegen, Russland und Tschechien.
Zudem kann Gahnit synthetisch bei der Zinkproduktion im Muffelofen entstehen.

## Verwendung

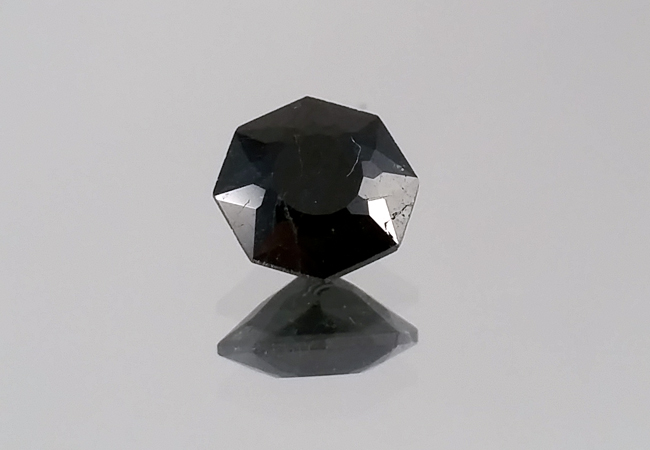
Geschliffener Gahnit, 1.34 ct, aus Argentinien

Als Erz ist Gahnit ohne wirtschaftliche Bedeutung.
Auch wenn Gahnit zur Gruppe der als Schmucksteine bekannten Spinelle gehört und durchaus auch in klaren und durchsichtigen Varietäten vorkommt, wird er nur selten als solcher verwendet. Gelegentlich wird er aber von versierten Sammlern in Facettenform geschliffen.